# 기원전 21년

## 연호
- 전한(前漢) 양삭(陽朔) 4년

## 기년
- 전한(前漢) 성제(成帝) 12년
- 신라(新羅) 혁거세 거서간(赫居世居西干) 37년
- 고구려(高句麗) 동명성왕(東明聖王) 17년

## 사건
- 장자 유리, 졸본 부여에 당도함.